# 小行星30798
小行星30798（30798 Graubünden）是一颗绕太阳运转的小行星，为主小行星带小行星。该小行星于1989年2月2日发现。

## 轨道参数
小行星30798的轨道半长轴为2.7065780 UA，离心率为0.127。